# Otto Englberger
Otto Englberger, Passfoto monochrom

Link zum Bild

Otto Englberger (* 17. August 1905 in Erlangen; † 1. Oktober 1977 in Weimar) war ein deutscher Architekt und Hochschullehrer. Er war von 1954 bis 1957 Rektor der Hochschule für Architektur und Bauwesen in Weimar (HAB) und von 1953 bis 1970 dort Professor mit Lehrstuhl für Wohn- und Gesellschaftsbauten.

## Leben und Werk
Englberger, Sohn eines Bierbrauers und einer Wäscherin, erlernte nach dem Abschluss der Realschule den Maurerberuf, besuchte die Kunstgewerbeschule und wurde 1923 Geselle. Bis 1927 studierte er an der Bauschule in Nürnberg und der Folkwangschule in Essen. 1926 wurde er Mitarbeiter im Stadtbauamt in Ochsenfurt. Von 1918 bis 1926 war Englberger Mitglied der Sozialistischen Arbeiterjugend (SAJ).
1926 wurde er Mitarbeiter im Büro Emil Fahrenkamp in Essen und 1927 im Büro Franke in Gelsenkirchen. Von 1929 bis 1937 war er Mitarbeiter, zuletzt Leiter der Entwurfsabteilung der Gagfah-Wohnungsbaugesellschaft in Essen. Von 1938 bis 1944 war er Chefarchitekt deren Berliner Entwurfsabteilung. 1944/45 war er zur „Erstellung von Verteidigungsanlagen“ in Berlin dienstverpflichtet. 1968 wurde er in der DDR als Verfolgter des Naziregimes anerkannt.
Nach dem Ende des Zweiten Weltkriegs wurde Englberger Leiter des Bau- und Wohnungsamtes in der Gemeindeverwaltung Blankenfelde bei Berlin. 1945 wurde er Mitglied der Sozialdemokratischen Partei Deutschlands und 1946 der Sozialistischen Einheitspartei Deutschlands. Im selben Jahr trat er in den Freien Deutschen Gewerkschaftsbund (FDGB), den Kulturbund und die Gesellschaft für Deutsch-Sowjetische Freundschaft (DSF) ein.
1950/51 war Englberger Abteilungsleiter bei der Deutschen Bauakademie (DBA) und wurde dann zum Professor für Hoch- und Gesellschaftsbau und kommissarischen Direktor der HAB in Weimar berufen. Von 1954 bis 1957 war er deren erster Rektor. Von 1953 bis 1970 war Englberger Professor mit Lehrstuhl für Wohn- und Gesellschaftsbauten an der HAB. Zu seinen Schülern gehörte u. a. Lothar Bortenreuter. 1958 gestaltete er mit Walter Arnold und Siegfried Tschierschky in Weimar den heutigen Buchenwaldplatz, wofür er den Literatur- und Kunstpreis der Stadt Weimar erhielt.
1958 wurde er Mitglied des Wissenschaftlichen Rats des Staatssekretärs für Hoch- und Fachschulwesen der DDR. Im selben Jahr erhielt er nach einem Vorfall auf einer Faschingsfeier eine Parteistrafe wegen „mangelnder Wachsamkeit.“ Von 1959 bis 1963 war Englberger Vorsitzender der Hochschulgewerkschaftsleitung, von 1962 bis 1967 Prorektor für Gesellschaftswissenschaften und von 1965 bis 1969 Direktor des Instituts für Wohn- und Gesellschaftsbauten. 1970 wurde er aus gesundheitlichen Gründen emeritiert.
Englberger war mit der Malerin und Grafikerin Ilse Englberger verheiratet. Sein Grab auf dem Waldfriedhof Blankenfelde wurde 2017 von der Gemeindevertretung zum Ehrengrab benannt.

## Weitere Ehrungen
- 1962 Schinkelmedaille
- 1964 Vaterländischer Verdienstorden in Bronze (DDR)
- 1970 Vaterländischer Verdienstorden in Silber (DDR)
- 1971 Ehrendoktorwürde der Bauakademie der DDR

## Projekte und Wettbewerbe (Auswahl)
- 1929 Siedlung Kellermannsbusch (1. Preis)
- 1948 Siedlung Mahlow (1. Preis); Gemeinschaftseinrichtungen im Kreis Teltow (zwei Schulen, Berufsschule, zwei Kindergärten, Klubhaus DSF, Kino, Internat, Bahnhof Blankenfelde)
- 1949 Internat Trebbin (1. Preis)
- 1951 Stadtzentrum Potsdam (1. Preis, mit H. Räder)
- 1952 Karl-Marx-Allee; Gestaltung von Intelligenzhäusern (1. Preis)
- 1952 Verlagshaus Neues Deutschland (1. Preis, mit Hartmut Colden, Karl Sommerer und Peter Doehler); es wurde jedoch nicht dieser Entwurf umgesetzt
- 1953 Zentraler Platz Merseburg (1. Preis)
- 1958/59 neuer Typ einer 16-Klassen-Schule in Sondershausen, Wohngebäude am Platz der 56.000 (Buchenwaldplatz) in Weimar
- 1964/65 Wohnkomplexzentren Halle-Neustadt, Zentrum Rostock-Lütten Klein Süd (1. Preis), Wohnhäuser in Magdeburg, Dresden und Karl-Marx-Stadt

## Schriften (Auswahl)
- Otto Englberger: Die Entwicklung der Wohnungstypen des Jahres 1953 In: Deutsche Architektur (DA), Berlin 1952.
- Otto Englberger: Verlagshaus Neues Deutschland In: Wissenschaftliche Zeitschriften der HAB Weimar, Weimar 1953.
- Otto Englberger: Auftretende Fragen immer wieder neu durchdenken In: Deutsche Architektur (DA), Berlin 1959.
- Otto Englberger: Höhere Effektivität städtebaulicher Wettbewerbe In: Deutsche Architektur (DA), Berlin 1970.